# Skottpengar (film)
Skottpengar (engelska: The Marseille Contract, även känd under titeln The Destructors) är en amerikansk-fransk-brittisk långfilm från 1974 i regi av Robert Parrish, med Michael Caine, Anthony Quinn, James Mason och Maurice Ronet i rollerna.

## Handling
Steve Ventura (Anthony Quinn) jobbar för den amerikanska underrättelsetjänsten. När han inte har möjlighet att få bort knarkbossen Jacques Brizard (James Mason) anlitar han lönnmördaren John Deray (Michael Caine).

## Rollista
| Michael Caine      | – John Deray              |
| Anthony Quinn      | – Steve Ventura           |
| James Mason        | – Jacques Brizard         |
| Maurice Ronet      | – Kriminalinspektör Briac |
| Alexandra Stewart  | – Rita                    |
| Maureen Kerwin     | – Lucienne                |
| Catherine Rouvel   | – Brizards älskarinna     |
| Marcel Bozzuffi    | – Calmet                  |
| Patrick Floersheim | – Kovakian                |
| André Oumansky     | – Marsac                  |
| Georges Beller     | – Minierini               |
| Jean-Louis Fortuit | – Fortuit                 |
| Jerry Brouer       | – Kurt                    |
| Georges Lycan      | – Henri                   |
| Pierre Koulak      | – Wilson                  |

## Produktion
Michael Caine valde att göra filmen endast tack vare det bra vädret på den franska rivieran, där filmen spelades in under vintern 1973-1974:
| ” | 'I was offered a part which started in Nice, went on to Cannes, then St. Tropez, Marseilles and ended up in Paris. They said "will you do it," I said "Yes," they said "we'll send you a script," I said, "don't bother.' | „ |